# ProVisual 引擎
ProVisual 引擎是三星电子为移动设备开发的人工智能（AI）图像处理系统。该技术于2024年随Galaxy S24系列首次推出，作为三星 Galaxy AI生态系统的一部分，提供用于摄影与录像的图像质量优化功能。

## 概述
ProVisual引擎结合了场景自动识别、实时优化以及 AI 图像处理技术，用于提升图像表现。系统可自动调整色彩准确度、动态范围与噪点程度，并支持自动与手动操作，以满足不同用户的使用需求。

## 功能
资料来源：

### 四重长焦系统
四重长焦系统（英语：Quad Tele System）支持2倍、3倍、5倍和10倍光学变焦，并辅以数字图像处理技术，以提升放大时的清晰度与细节表现。该系统内置图像信号处理器（Image Signal Processing，ISP），能够在多段变焦下提升细节保留度并降低噪点，同时减少图像畸变。

### 超视觉夜拍
超视觉夜拍（英语：Nightography）功能结合降噪算法与高感光传感器，有效提升低光环境下的照片与视频质量。该技术可自动调整曝光时间并减少运动模糊，使暗光场景中的画面更加清晰细腻，适用于拍摄照片和视频。

### 生成式相片编辑
生成式相片编辑（英语：Generative Edit）功能可实现对象移除、背景扩展及智能缩放等操作。该功能基于AI模型对图像中缺失区域进行补全，例如填充背景、还原被裁切的物体，并在保持画面完整性的同时自动调整构图。

### Expert RAW
Expert RAW是三星推出的专业摄影模式，用户可在相机应用中直接拍摄 RAW 格式图像，便于后期图像的精细调整。该功能支持高动态范围（HDR）拍摄，并结合ProVisual引擎的多帧图像处理技术，可生成具有更高清晰度与细节层次的图像，适合对图像编辑精度有要求的用户。

### Enhance-X与镜头切换功能
Enhance-X是三星推出的一款AI图像处理工具，具备图像放大、降噪、锐化等多种自动修复功能，适用于改善低画质或模糊照片的视觉效果。该应用程序中包含的镜头切换（英语：Camera Shift）功能，可调整由拍摄角度或镜头高度造成的图像畸变。通过构图与人物比例的重新调整，此功能使照片中的人物或物体呈现出更自然的视觉效果。2024年的更新已扩展其支持范围，使其适用于宠物图像的处理。

## 支援裝置
截至2025年，ProVisual引擎适用于以下设备：
三星Galaxy S系列
- 三星Galaxy S25系列，S25，S25+，S25 Ultra与S25 Edge
- 三星Galaxy S24系列，S24，S24+，S24 Ultra

三星Galaxy Z系列
- 三星Galaxy Z Fold6，Galaxy Z Flip6
- 三星Galaxy Z Fold5，Galaxy Z Flip5

Galaxy Tab系列
- 三星Galaxy Tab S10系列， S10+， S10 Ultra
- 三星Galaxy Tab S9系列， S9，S9+，S9 Ultra